# Arrondissement de Kelheim
L'arrondissement de Kelheim est un arrondissement  (Landkreis en allemand) de Bavière   (Allemagne) situé dans le district (Regierungsbezirk en allemand) de Basse-Bavière. 
Son chef lieu est Kelheim.

## Villes, communes & communautés d'administration
(nombre d'habitants en 2006)
| Städte 1. Abensberg (14 532) 2. Kelheim (15 656) 3. Mainburg (13 882) 4. Neustadt an der Donau (12 738) 5. Riedenburg (5 689) Märkte 1. Bad Abbach (11 038) 2. Essing (1 006) 3. Langquaid (5 074) 4. Painten (2 227) 5. Rohr in Niederbayern (3 296) 6. Siegenburg (3 291) Gemeinden 1. Aiglsbach (1 647) 2. Attenhofen (1 360) 3. Biburg (1 199) 4. Elsendorf (2 049) 5. Hausen (2 039) 6. Herrngiersdorf (1 186) 7. Ihrlerstein (4 311) 8. Kirchdorf (889) 9. Saal an der Donau (5 484) 10. Teugn (1 554) 11. Train (1 775) 12. Volkenschwand (1 616) 13. Wildenberg (1 430) | Verwaltungsgemeinschaften 1. Ihrlerstein (Markt Essing et commune Ihrlerstein) 2. Langquaid (Markt Langquaid et communes Hausen und Herrngiersdorf) 3. Mainburg (Communes Aiglsbach, Attenhofen, Elsendorf et Volkenschwand) 4. Saal a.d.Donau (Communes Saal a.d.Donau et Teugn) 5. Siegenburg (Markt Siegenburg et communes Biburg, Kirchdorf, Train et Wildenberg) Gemeindefreie Gebiete (114,64 km²) 1. Dürnbucher Forst (47,60 km²) 2. Frauenforst (19,84 km²) 3. Hacklberg (0,57 km²) 4. Hienheimer Forst (23,54 km²) 5. Paintner Forst (23,10 km²) |